# Fotografia Reflex
Fotografia Reflex, inizialmente conosciuta semplicemente come Reflex, è stata una rivista di fotografia italiana nata a Roma nel 1980 e fondata da Giulio Forti. La rivista cessò le pubblicazioni nel settembre 2016 con il fascicolo numero 438.

## Storia
La rivista nacque nel 1980 da un'idea di Giulio Forti, che voleva realizzare una rivista vicina ai professionisti ed ai lettori già esperti di questo settore. Il primo numero fu pubblicato nell'aprile del 1980 dalla Editrice Reflex con il semplice nome Reflex.
Nel 1996 la rivista lanciò il primo sito internet di una rivista cartacea che si chiamava "reflex.it".
La rivista chiuse nel 2016, dopo la pubblicazione del numero 438 del settembre di quell'anno.